# Главница Горња
Главница Горња је насеље у саставу Града Загреба. Налази се у четврти Сесвете. До територијалне реорганизације у Хрватској налазила се у саставу старе загребачке приградске општине Сесвете.

## Становништво
На попису становништва 2011. године, Главница Горња је имала 226 становника.

## Попис1991.
На попису становништва 1991. године, насељено место Главница Горња је имало 311 становника, следећег националног састава:
| Попис 1991.‍ | Попис 1991.‍ | Попис 1991.‍ | Попис 1991.‍ | Попис 1991.‍ |
| ----------- | ----------- | ----------- | ----------- | ----------- |
|             |             |             |             |             |
| Хрвати      | Хрвати      |             | 309         | 99,35%      |
| непознато   | непознато   |             | 2           | 0,64%       |
| укупно: 311 |             |             |             |             |